# Sistema de numeració
Un sistema de numeració és un conjunt de símbols i regles de generació que permeten construir tots els nombres vàlids en el sistema. Un sistema de numeració ve definit, doncs, per:
- el conjunt S dels símbols permesos en el sistema. En el cas del sistema decimal són {0,1...9}; en el binari són {0,1}; en l'octal són {0,1,...7}; en l'hexadecimal són {0,1,...9,A,B,C,D,E,F}
- el conjunt R de les regles de generació que ens indiquen quins nombres són vàlids i quins no són vàlids en el sistema.

Estes regles són diferents per a cada sistema de numeració considerat, però una regla comuna a tots és que per a construir nombres vàlids en un sistema de numeració determinat només es poden usar els símbols permesos en eixe sistema (per a indicar el sistema de numeració utilitzat s'afig com a subíndex al nombre).
Exemples:
- el nombre {\displaystyle 125_{(10}} és un nombre vàlid en el sistema decimal, però el nombre {\displaystyle 12A_{(10}} no ho és, perquè usa un símbol (A) no vàlid en el sistema.
- el nombre {\displaystyle 35_{(8}} és un nombre vàlid en el sistema octal, però el nombre {\displaystyle 39_{(8}} no ho és, perquè el 9 no és un símbol vàlid en eixe sistema.

Esta representació possibilita la realització de senzills algoritmes per a l'execució d'operacions aritmètiques.

## Sistemes de numeració posicionals
Els sistemes de numeració usats en l'actualitat són posicionals. En estos sistemes de numeració el valor d'un dígit depén tant del símbol usat, com de la posició que eixe símbol ocupa en el nombre. En este sistema exercix un paper fonamental el 0 inventat pels indis i maies.
Un sistema de numeració de base n significa que tenim n xifres per a escriure els nombres (des de 0 fins a n-1) i que n unitats formen una unitat d'orde superior. Així en el sistema decimal els dígits per a escriure van des del 0 fins al 9 i quan tenim 9 unitats i afegim 1 tindrem una unitat de segon orde o desena i posarem les unitats a zero.
Però estem tan acostumats a que després del 9 seguisca el 10 i després l'11, que no entenem bé el seu significat profund. Açò és degut al fet que des de fa generacions (des que va ser desenvolupat i inculcat pels àrabs) hem vingut comptant en un sistema de base 10 o sistema decimal el qual és també conegut com a sistema aràbic.
Així mateix al 99 el seguix el 100 perquè si afegim una unitat a les nou que tenim formem una desena que unida a les nou que tenim formem una centena.
Tal és el costum de la comunitat civil calcular en decimal que la gran majoria ni tan sols s'imagina que poden existir altres tipus de numeració que no són de base 10, com ara l'hexadecimal, l'octal, o el binari.
Prenguem ara el sistema binari o base 2 amb els dígits vàlids (0,1) i on dos unitats formen una unitat d'orde superior. Comptem com els xiquets en este sistema 0,1, ara s l'afegir 1 tenim una unitat d'orde superior i les unitats a 0 és a dir 0,1,10.
a l'1 el segueix el 10!
Continuem comptant 0,1,10,11, a l'afegir 1 unitat les unitats passen a dos i forma una unitat de segon orde i com ja hi ha una tenim 2 amb què es forma una unitat de tercer orde o 100.
a l'11 el segueix el 100!
Així tenim {\displaystyle 101_{(2}=5_{(10}}
Exemples:
- El nombre {\displaystyle 333_{(10}} està format per només un símbol repetit tres vegades. Tanmateix, cada un d'eixos símbols té un valor diferent, que depén de la posició que ocupa en el nombre. Així, el primer 3 (començant per l'esquerra) representa un valor de 300, el segon de 30 i el tercer de 3, donant com a resultat el valor del nombre: {\displaystyle 333_{(10}=300+30+3=3\cdot \mathbf {10^{2}} +3\cdot \mathbf {10^{1}} +3\cdot \mathbf {10^{0}} }.

- El nombre {\displaystyle 101_{(2}=1\cdot \mathbf {2^{2}} +0\cdot \mathbf {2^{1}} +1\cdot \mathbf {2^{0}} =5_{(10}}

Tots els sistemes usats actualment usen una base n. En un sistema de numeració de base n existixen n símbols. A l'escriure un nombre en base n, el dígit d en la posició i, de dreta a esquerra, té un valor 
{\displaystyle d\times n^{i-1}}
En general, un nombre escrit en base n com
{\displaystyle d_{m}d_{m-1}...d_{2}d_{1}}
té un valor
{\displaystyle v=\Sigma _{i}^{m}d_{i}\times n^{i-1}}
EL sistema decimal treballa amb deu dígits (0,1,2,3,4,5,6,7,8,9), el sistema de base huit treballa amb huit (0,1,2,3,4,5,6,7). El sistema binari, o de base dos, només n'usa dos (0 i 1).
- Sistema binari
- Sistema octal
- Sistema decimal
- Sistema duodecimal
- Sistema hexadecimal
- Sistema sexagesimal

## Sistemes de numeració no posicionals
Els sistemes de numeració romans i egipcis no són estrictament posicionals. Per açò, és molt complex dissenyar algoritmes d'ús general (per exemple, per a sumar, restar, multiplicar o dividir).